# Die Dantebarke
Die Dantebarke oder auch Dante und Vergil in der Hölle, französisch La Barque de Dante oder Dante et Virgile aux enfers, ist ein romantisches Gemälde von Eugène Delacroix aus dem Jahr 1822. Es gehört zum Frühwerk des Künstlers und zeigt die Dichter Dante Alighieri und Vergil in einem Boot, das den Fluss Styx überquert. Das Bild bezieht sich auf Dantes Werk die Göttliche Komödie (Divina Commedia, achter Gesang). Das Gemälde gehört zur Sammlung des Pariser Louvre.

## Beschreibung
Das Bild hat die Maße 189 × 241 cm und ist in der Technik Ölmalerei auf Leinwand ausgeführt.
Es zeigt die Dichter Dante Alighieri und Vergil stehend in einem Boot, oder einer Barke, wie sie von dem Fährmann Phlegias über den sumpfigen Fluss Styx gebracht werden, um die höllische Stadt des Pluto, genannt Dite (oder Dis), zu erreichen. Die feurigen Konturen dieser Stadt sind im Bildhintergrund links zu erkennen. Dante, mit roter Mütze, einem Camauro, hebt die rechte Hand, um besser in das Gegenlicht von links außerhalb des Bildes zurückschauen zu können, mit der anderen fasst er Vergils Rechte. Vergil trägt eine Art braune Tunika. Beide scheinen dem Gesichtsausdruck nach von der Szenerie und dem Blick zurück stark beeindruckt zu sein. Im Wasser treiben mehrere menschliche, im Gegensatz zu den beiden Dichtern muskulöse nackte Körper. Es sind verdammte Sünder und auch eine Sünderin, teilweise in fast manieristischer Verdrehung, die versuchen, ins Boot zu gelangen. Einer hat sich am Heck festgebissen, ein anderer, mit grausamen roten Augen versucht an der Backbordseite das linke Bein des rudernden Fährmanns, der in Rückenansicht dargestellt ist, zu packen. Dante schreibt in seiner Divina Commedia, in den Verdammten einige Florentiner wiedererkannt zu haben, mit denen er vor seinem Exil im Streit lag.
Die Komposition des Bildes erinnert an das berühmte Gemälde Das Floß der Medusa von Théodore Géricault, das Delacroix als Vorbild für seine Dantebarke diente. Delacroix stand selbst Modell für das Bild. Wie Géricault mit seinen Ertrinkenden, beschreibt auch er in quälender Weise den Weg der Menschheit in den Abgrund. Die pyramidenartig aufgebaute Komposition der Figuren ist, ähnlich wie auch die düstere Stimmung der Szenerie, ein Hinweis auf die romantische Sichtweise der menschlichen Katastrophe. In der Figurendarstellung zitiert Delacroix aber auch Michelangelos Skulpturenstil der Terribilitá. Die Darstellung des Fährmanns führt in die Antike und ist eine Anspielung auf den Torso vom Belvedere, einer antiken Skulptur von Apollonios von Athen. Der rotäugige grimmige Verdammte, der hinten rechts von Vergil versucht, ins Boot zu klettern, ist hingegen einer Zeichnung des Bildhauers John Flaxman nachempfunden, die 1822 der Illustration einer Ausgabe von Dantes Göttlicher Komödie diente.

## Geschichte und Hintergrund
1821 war Delacroix immer noch unbekannt und hoch verschuldet. Er versuchte mit der damals Erfolg versprechenden Historienmalerei über die Runden zu kommen und überlegte, ein Thema aus dem griechischen Freiheitskampf zu bearbeiten, der in jener Zeit die Schlagzeilen beherrschte. Das Thema nahm er aber erst 1824 wieder auf mit seinem Bild Das Massaker von Chios. Für die bevorstehende Ausstellung im Salon de Paris des Jahres 1822 wählte er ein literarischen Thema, Dantes Göttliche Komödie. Delacroix hatte als Vorarbeit mehrere Zeichnungen und Studien hergestellt, die die verschiedenen „Gesänge“ aus Dantes „Inferno“ illustrierten. Seit Januar 1822 arbeitete er intensiv an seinem Bild und hoffte, einen „Glückstreffer zu landen.“ Durch den Erlös des Bildes wollte er seine geplante Italienreise finanzieren, zu der es aber nicht kommen sollte.
Die Dantebarke war das erste Bild von Delacroix, das ein solch großes Format hatte, es war für ihn Neuland. Andere Künstler, die sich von der „Göttlichen Komödie“ inspirieren ließen, wählten immer kleine Formate. Die akademische Formatfrage war der damaligen Hierarchie darzustellender Themen angegliedert und sah für literarische Arbeiten bescheidene Kleinformate vor, während historische Themen auf Grund ihrer Würde großflächig auszuführen waren. Auf den visionären Dante kam der Künstler, weil dessen Inferno die willkommene Gelegenheit bot, eine dramatische Szenerie zu inszenieren, was durch und durch seiner romantischen Auffassung entsprach. Sowohl Dantes als auch Vergils literarische Werke waren anders als die bekannte französische Literatur, und damit für das wohlhabende und gebildete Publikum interessanter. Delacroix’ Arbeit wurde schließlich von der Jury angenommen und im Pariser Salon ausgestellt. 2000 Francs bezahlte der Graf Auguste de Forbin für das Bild, obwohl Delacroix 2400 Francs forderte, und gab es an das Musée du Luxembourg.

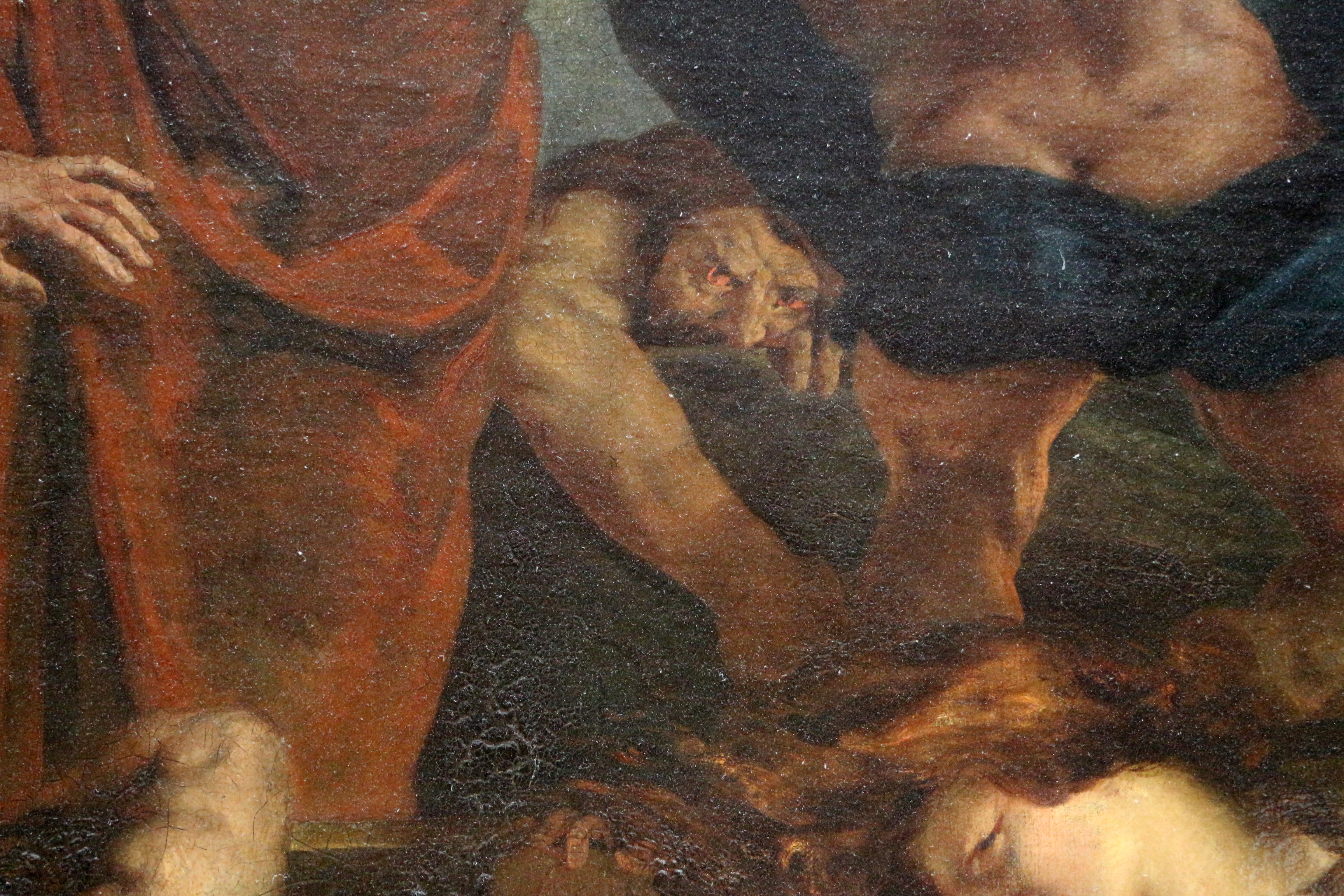
Ausschnitt mit dem rotäugigen Verdammten, den Delacroix nach John Flaxman malte

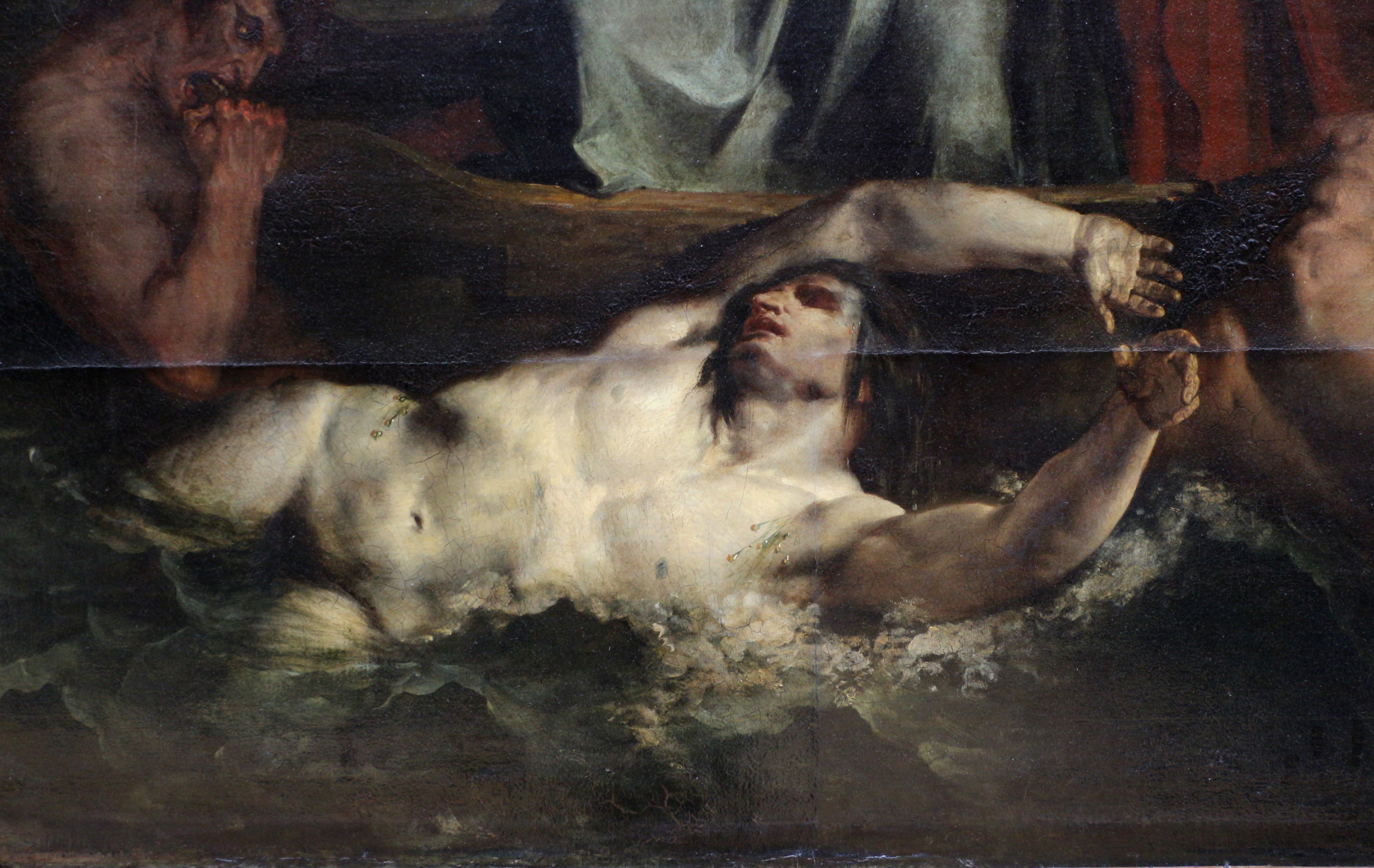
Ausschnitt mit farbigen Wassertropfen nach Rubens’ Nereiden

Zu dem Gemälde fertigte er eine Vorstudie mit den Abmessungen 24 × 32 cm. Sie wurde 1937 unter dem Titel Le damné du Styx zum Verkauf angeboten und zeigt den links im Vordergrund im Wasser treibenden Körper.

## Die Farbe in Delacroix’ Werk
Die Farbigkeit spielt im Werk von Delacroix eine bedeutende Rolle. Auf die Wassertropfen, die sich auf den Körpern befinden, legte er großen Wert. Sie bestehen aus nebeneinander liegenden Tupfern reiner Farbe. Das Vorbild für diese Darstellungsweise von Wasser fand er bei den Nereïden in dem Bild Die Ankunft der Maria de Medici in Marseille von Peter Paul Rubens. Es ist bekannt, dass Delacroix dazu die Farbigkeit des Regenbogens studierte. Nach Ansicht des Kunsthistorikers Lee Johnson steht die Dantebarke am Beginn seiner Suche nach „rationaler Zerlegung und Analyse der Form durch die Farbe.“ Damit steht er im Gegensatz zu Géricault, der noch ganz im Sinne von Caravaggios Stil des Chiaroscuro durch Licht und Schatten die Form zur Geltung bringen wollte. Delacroix beginnt mit diesem Bild die Farbe als Ausdruckswert zu verwenden. Der Kunstkritiker Charles Blanc erkannte, dass der Farbkontrast von Vergils weißem Halstuch zu seinem braunen Umhang « […] est un réveil terrible au milieu du sombre; elle brille comme un éclair qui sillonne la tempête […] » (deutsch: „[…] einem schrecklichen Erwachen inmitten der Düsternis gleicht; er strahlt wie ein Blitz, der den Sturm überquert […]“) Nach Charles Baudelaire verwendet Delacroix die Farbe, um eine synthetische Wahrnehmung zu ermöglichen. Eine einzelne Farbe ist nur wahrnehmbar, wenn sie im Kontrast zu einer anderen steht. Er schreibt: „Die Farbe ist der Zusammenklang zweier Töne. Der warme und der kalte Ton, in deren Gegenüberstellung die ganze Theorie zur Farbe besteht, können aber nicht absolut definiert werden. Es gibt sie nur in ihrem Verhältnis zueinander.“

## Rezension, Rezeption und Kopien
Die Dantebarke wurde kontrovers diskutiert. Die Meinungen reichten von absoluter Bewunderung bis zur kompletten Ablehnung. Der Maler Antoine-Jean Gros bezeichnete das Bild als einen „gepflegten Rubens“ und lud Delacroix ein, bei ihm in die Lehre zu gehen. Christophe Guérin hingegen kritisierte alles. Étienne-Jean Delécluze, konservativer Vertreter einer klassizistischen Tradition im Sinne von Jacques-Louis David, hielt das Bild für eine „wahrhafte Kleckserei.“ Auch Charles Paul Landon, Maler und angesehener Kunsthistoriker schloss sich dem an und bemängelte außerdem die unregelmäßige Pinselführung. Adolphe Thiers hingegen war begeistert von der Dantebarke. Er schrieb:

„Der Anblick dieses Bildes erinnert mich an ich weiß nicht welche großen Meister; ich finde darin jene wilde, brennende und doch natürliche Kraft wieder, die mühelos ihren eigenen Antrieben folgt. Ich glaube nicht, mich zu täuschen: Delacroix hat die Gabe des Genies empfangen.“

In seinem Roman Ästhetik des Widerstands erwähnt Peter Weiss die Dantebarke als Vorläufer des Bildes Die Freiheit führt das Volk von 1830 mit den Worten:

„Bisher hatte er seine ausschweifenden Phantasien in Höllenfahrten und Gemetzel versetzt, […] nun versuchte er diesen Julitag, in dessen Toben er geraten war, Gestalt zu geben.“

Delacroix hatte großen Einfluss auf die folgenden Künstlergenerationen. Maler des Impressionismus und Klassizismus kopierten seine Werke, besonders die Dantebarke:
- Anselm Feuerbach kopierte das Werk um 1851/1852 und zeigte es unter dem Titel Dante und Vergil in der Hölle
- Édouard Manet fertigte um 1854 bis 1858 zwei Kopien des Gemäldes an.
- Von Adolf von Becker existiert eine Kopie aus dem Jahr 1867, die sich in der Finnischen Nationalgalerie befindet.[14]
- Paul Cézanne wurde vor allem in seiner sogenannten „dunklen Periode“ von Delacroix beeinflusst und kopierte um 1870 ebenfalls die Dantebarke.[15][16]

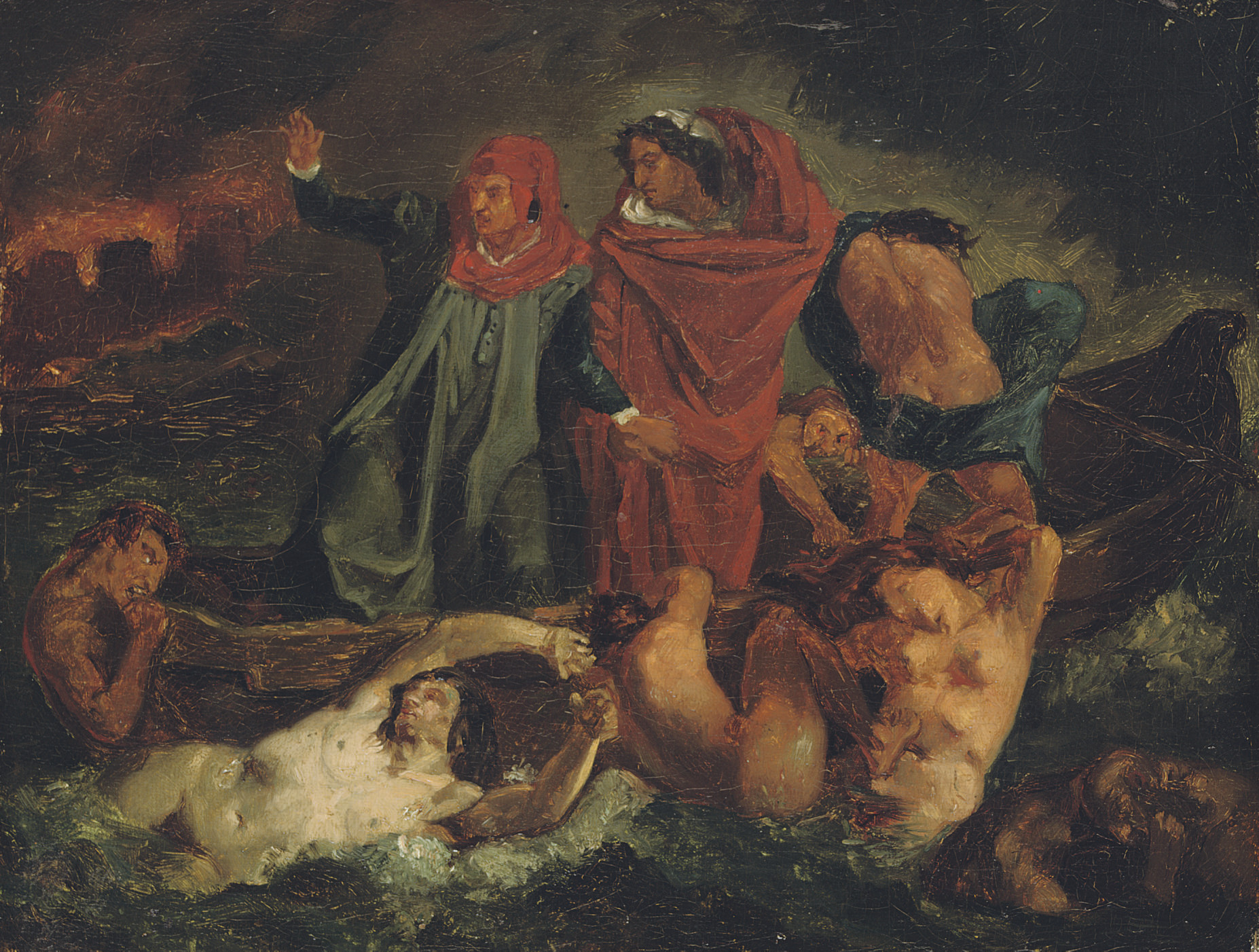
Anselm Feuerbach: Dante und Vergil in der Hölle
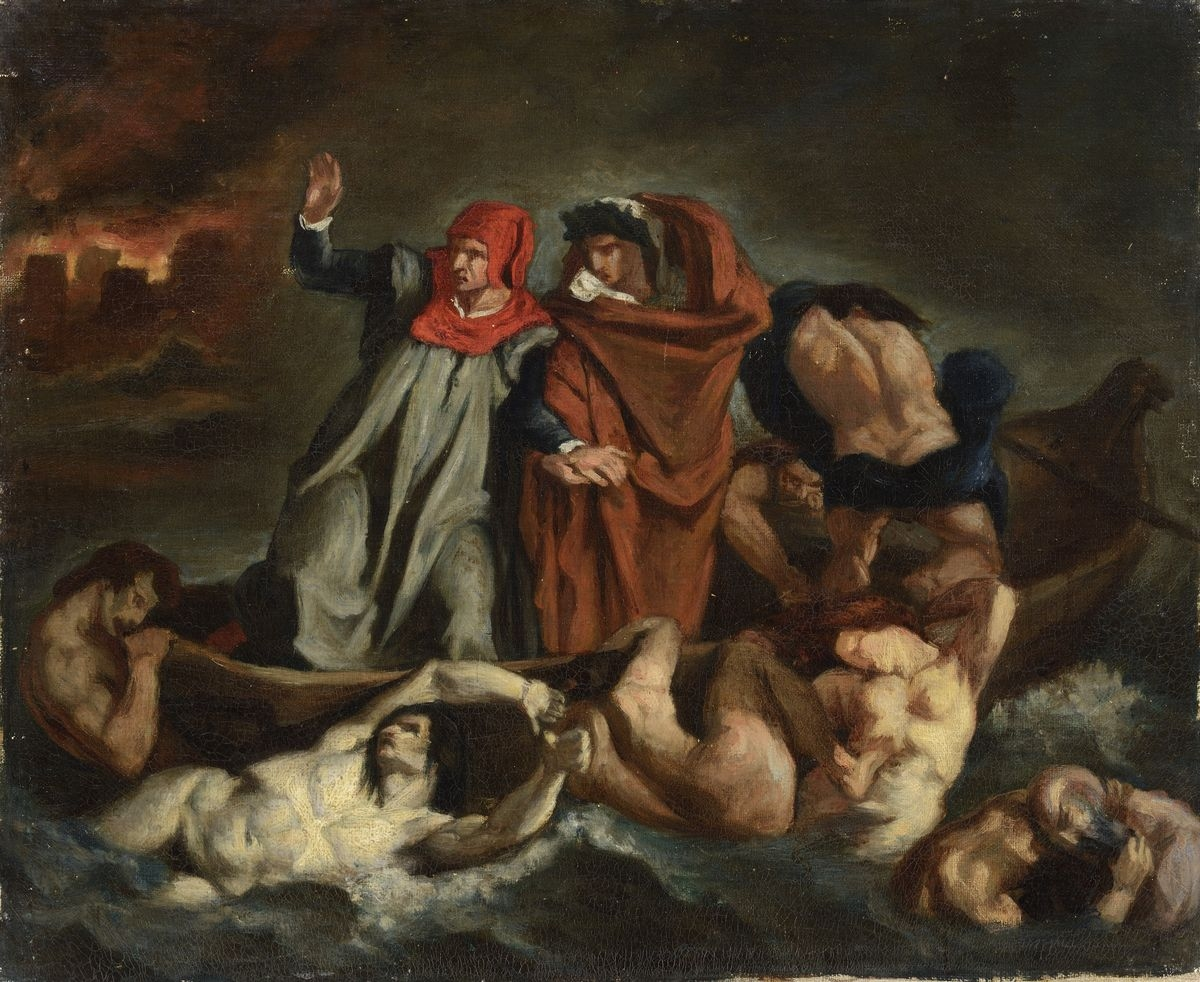
Édouard Manet: La Barque de Dante
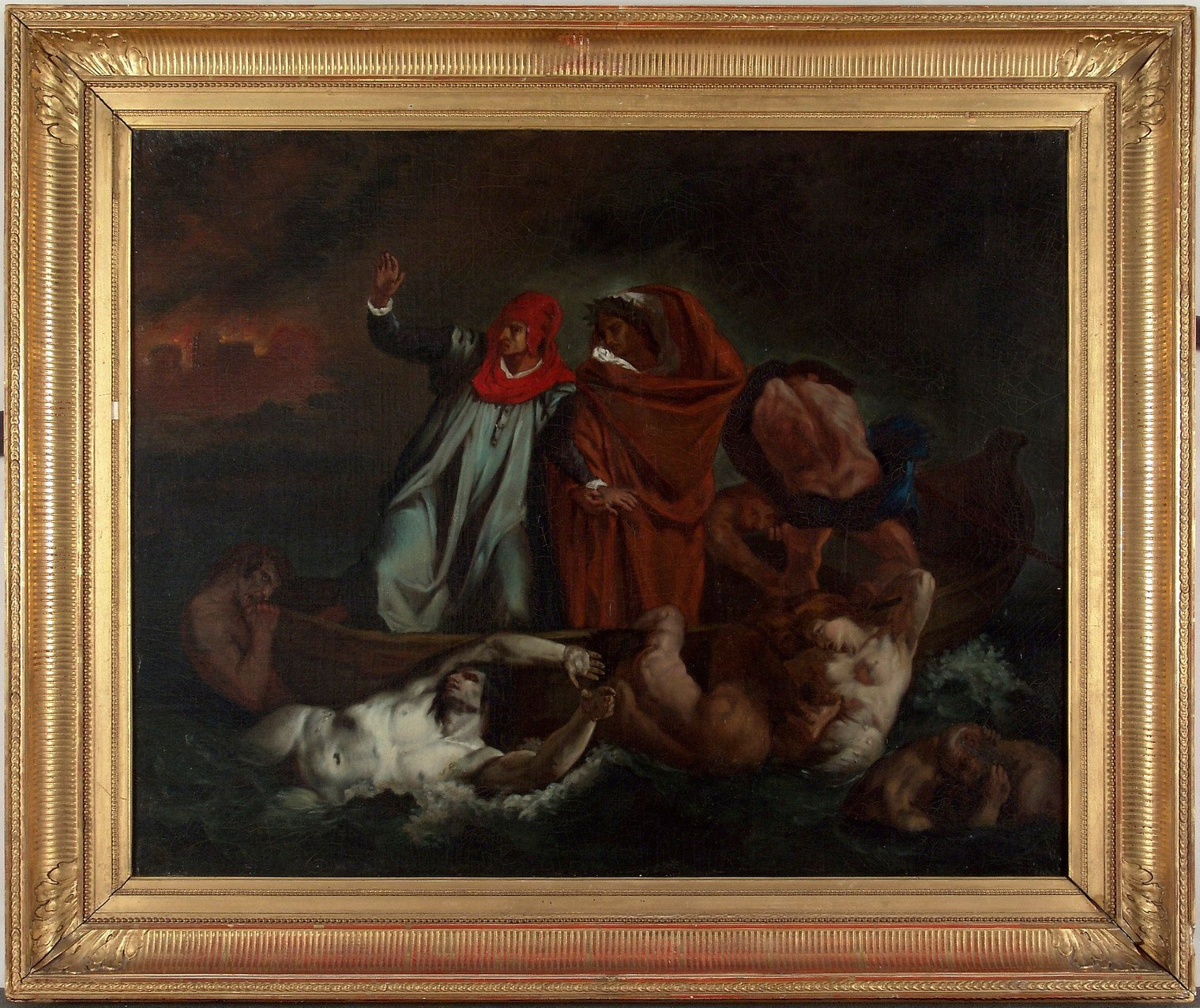
Adolf von Becker: Dante ja Vergilius manalassa

## Ausstellungen (Auswahl)
- 1822: Salon de Paris
- 4. November bis 4. Dezember 1907: Delacroixausstellung im Kunstsalon Paul Cassirer in Berlin.
- 23. November 1983 bis 27. Februar 1984: Dante et Virgile aux Enfers im Musée Rodin, Paris.[17]
- 9. April bis 5. Juli 2004: Dante et Virgile aux enfers d’Eugène Delacroix im Louvre in Paris.[18]